# Doug Mitchell

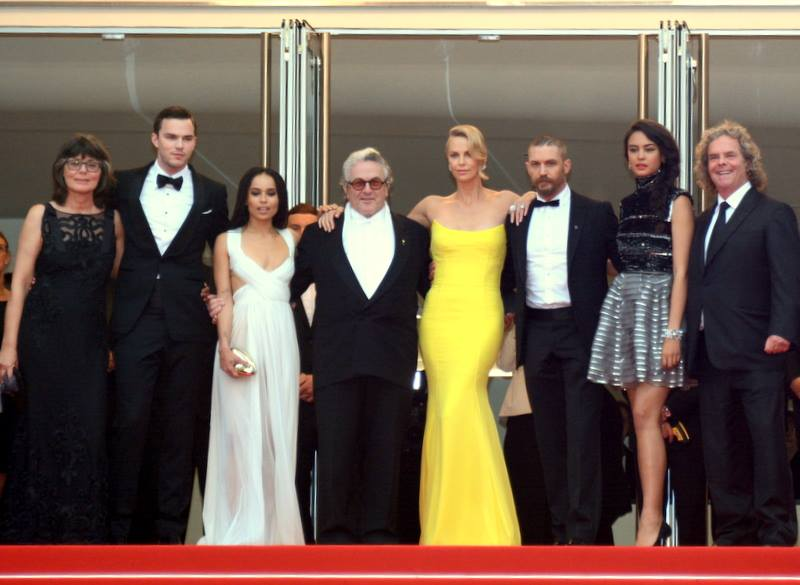
Doug Mitchell (ganz rechts) mit Cast und Crew von Mad Max: Fury Road bei den Internationalen Filmfestspielen von Cannes 2015

Doug Mitchell (* 1952 in Großbritannien) ist ein britischer Filmproduzent, der seit Mitte der 1980er Jahre in Australien arbeitet und meist mit George Miller kooperiert.

## Leben
Doug Mitchells Karriere als Filmproduzent begann Mitte der 1980er als Teil der von Kennedy Miller geleiteten Produktionsfirma in Sydney, Australien. Ende der 1980er war er als Teil des Produktionsteams zusammen mit George Miller und Terry Hayes dreimal für den AACTA Award for Best Film der Australian Film Institute Awards nominiert. 1987 gewannen sie ihn mit Das Jahr meiner ersten Liebe und 1990 mit Flirting – Spiel mit der Liebe. Lediglich nominiert war 1989 Todesstille.
1996 war er zum ersten Mal zusammen mit George Miller und dessen Bruder Bill Miller mit Ein Schweinchen namens Babe für den Oscar nominiert. Der Film gewann jedoch nicht den Oscar für den Besten Film, sondern lediglich den Oscar für die besten visuellen Effekte. Dafür gewannen die drei einen Golden Globe Award. Nominiert waren sie außerdem für den BAFTA Award und den Golden Laurel Award.
2006 produzierte er, wieder zusammen mit den Gebrüder Miller, den Film Happy Feet. Der Film erhielt einen Oscar für den besten animierten Spielfilm sowie einen BAFTA Award in derselben Kategorie. Daher wurden die drei Produzenten für den Producers Guild of America Award für außergewöhnliche Leistungen nominiert.
2016 folgte die zweite Oscar-Nominierung in der Kategorie bester Film für die Produktion von Mad Max: Fury Road.

## Preise und Auszeichnungen
- 1987: Australian Film Institute Award für Das Jahr meiner ersten Liebe zusammen mit George Miller und Terry Hayes
- 1990: Australian Film Institute Award für Flirting – Spiel mit der Liebe zusammen mit George Miller und Terry Hayes
- 1996: Golden Globe Award für Ein Schweinchen namens Babe zusammen mit George Miller und Bill Miller
- 2015: Australian Film Institute Award für Mad Max: Fury Road zusammen mit P. J. Voeten und George Miller

## Filmografie
- 1984: Bodyline (Miniserie)
- 1985: The Cowra Breakout (Miniserie)
- 1985: Mad Max – Jenseits der Donnerkuppel (Mad Max Beyond Thunderdome)
- 1987: Vietnam (Miniserie)
- 1987: Das Jahr meiner ersten Liebe (The Year My Voice Broke)
- 1989: Todesstille (Dead Calm)
- 1989: Bangkok Hilton (Miniserie)
- 1990: Flirting – Spiel mit der Liebe (Flirting)
- 1992: Lorenzos Öl (Lorenzo’s Oil)
- 1995: Ein Schweinchen namens Babe (Babe)
- 1998: Schweinchen Babe in der großen Stadt (Babe: Pig in the City)
- 2006: Happy Feet
- 2011: Happy Feet 2
- 2015: Mad Max: Fury Road
- 2022: Three Thousand Years of Longing
- 2024: Furiosa: A Mad Max Saga